# Зоря (Якшур-Бодьїнський район)
Зоря́ (рос. Заря) — село в Якшур-Бодьїнському районі Удмуртії, Росія.
Населення — 348 осіб (2010; 369 в 2002).
Національний склад (2002):
- росіяни — 67 %